# Мері Гіт
Мері, леді Гіт (нар. 17 листопада 1896 — пом. 9 травня 1939) — ірландська льотчиця. Вона була однією з найвідоміших жінок у світі з середини 1920-х років.

## Ранні роки
Народилася як Софі Кетрін Тереза Мері Пірс-Еванс у Нокадеррі, графство Лімерик, поблизу міста Ньюкасл-Вест. Коли Софі Пірс-Еванс виповнився рік, її батько Джон Пірс-Еванс до смерті забив важкою палицею її матір Кейт Терезу Дулінг. Його визнали винним у вбивстві та неосудним. Дівчинку відвезли до дідуся в Ньюкасл-Вест, де її виховували дві неодружені тітки, які перешкоджали її захопленню спортом.
У шкільні роки Софі грала у хокей і теніс. Потім вона вступила до Королівського наукового коледжу Ірландії на Мерріон-стріт (тепер урядові будівлі).
Коледж створили для того, щоб виховувати освічених фермерів, яких тоді потребувала країна. Софі, одна з небагатьох жінок у коледжі, яка належним чином здобула ступінь у галузі наук, спеціалізуючись на сільському господарстві. Вона також грала за хокейну командою коледжу та писала для студентського журналу, примірники якого зберігаються в Національній бібліотеці Ірландії. Після отримання диплома вона переїхала до Кенії зі своїм першим чоловіком Вільямом Елліотом-Лінном. У 1925 році вона опублікувала книгу віршів під назвою «Східноафриканські ночі».
Вона була сороптимісткою та у 1923 році членом-засновником організації SI Greater London.

## Кар'єра

### Легка атлетика
Ще до того, як стати пілотом, Гіт вже залишила свій слід. Під час Першої світової війни вона два роки була зв'язківцем в Англії, а пізніше у Франції, де її портрет намалював сер Джон Лавері. На той час вона вийшла заміж за першого з трьох чоловіків і, як Софі Мері Еліотт-Лінн, заснувала Жіночу аматорську атлетичну асоціацію (ЖААА) після того, як у 1922 році переїхала з рідної Ірландії до Лондона після короткого перебування в Абердині. Вона стала першою британською чемпіонкою з метання списа серед жінок і встановила спірний світовий рекорд зі стрибків у висоту. Вона також була делегатом Міжнародного олімпійського комітету у 1925 році, тоді ж зайнялася льотними тренуваннями. У 1923 році вона представляла Велику Британію на Жіночій олімпіаді 1923 року у Монте-Карло, під час ігор вона посіла третє місце у стрибках у висоту, метанні списа та жіночому п'ятиборстві, пізніше того ж року вона брала участь у першому чемпіонаті ЖААА. У 1924 році вона брала участь у Жіночій олімпіаді 1924 року, вигравши срібну медаль у стрибках у довжину, у 1926 році вона знову представляла Велику Британію у метанні списа на Всесвітніх жіночих іграх 1926 року в Гетеборзі, посівши четверте місце, її результат 44,63 метра. У 1925 році вона опублікувала тренерський посібник «Легка атлетика для жінок і дівчат», в якому давала поради щодо базової підготовки. У 1928 році Гіт представляла Англію як суддя на літніх Олімпійських іграх 1928 року, перших Олімпійських іграх, на яких жінки змагання з легкої атлетики.

### Авіаційна кар'єра

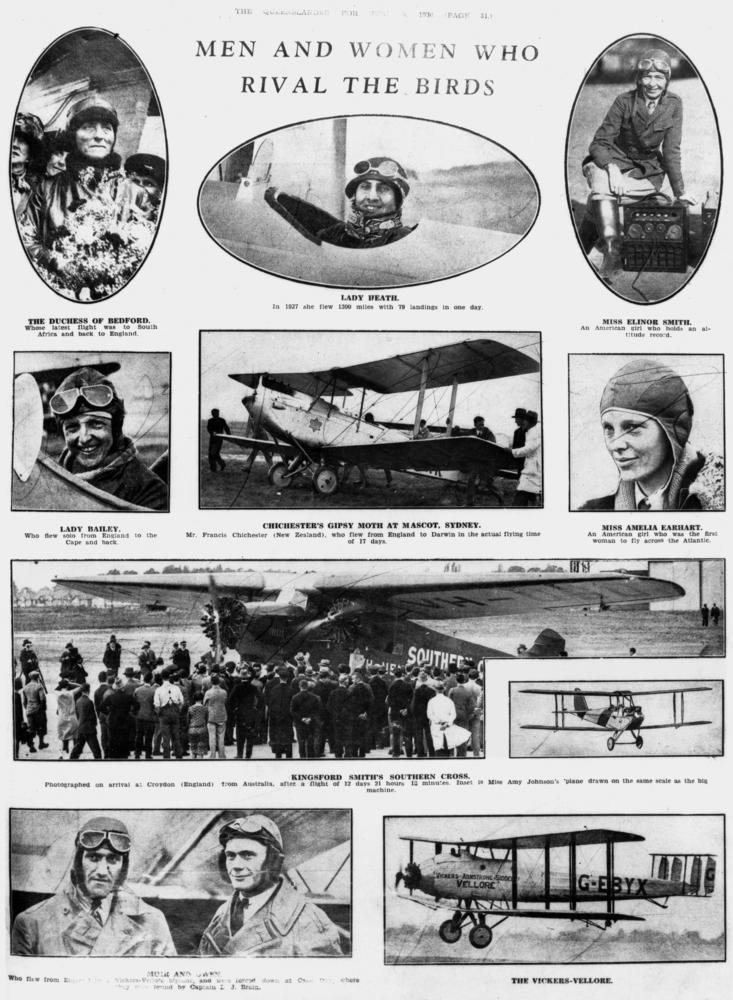
Мері Гіт (угорі по центру)

Наступного року Гіт стала першою жінкою, яка отримала ліцензію на комерційний політ у Великій Британії, і попутно встановила рекорди висоти на невеликому літаку, а пізніше на гідроплані Shorts, стала першою жінкою, яка стрибнула з парашутом з літака (приземлившись у середині футбольного матчу). Після свого чудового польоту вона отримала кваліфікацію механіка у США, ставши першою жінкою, якій це вдалося.
В епоху, коли світ божеволів від авіації завдяки подвигам Чарльза Ліндберга й Амелії Ергарт, Гіт також могла показати результат. «Британська леді Лінді», як її називали у США, потрапила на перші шпальти газет як перший пілот, чоловік чи жінка, який здійснив політ на невеликому літаку з відкритою кабіною з Кейптауна до Лондона (аеродрому Кройдон). Вона думала, що їй знадобиться три тижні; як виявилося, це зайняло три місяці, з січня по травень 1928 року.
Збільшена модель літака леді Мері виставлена в Малому музеї Дубліна. Пізніше вона написала про цей досвід у книзі «Жінка та політ», яку написала разом зі Стеллою Вулф Мюррей. У липні 1928 року вона провела кілька тижнів, працюючи на волонтерських засадах другим пілотом авіакомпанії KLM. Вона сподівалася отримати призначення на нещодавно створений маршрут до Батавії, тоді б вона стала першою жінкою-пілотом комерційної авіакомпанії. Світ не був готовий до жінок-пілотів, і її надії не виправдалися.
Саме тоді, коли її слава була на піку, а життя насичене лекціями, перегонами та далекими польотами, леді Гіт (вона вийшла заміж за сера Джеймса Гіта у жовтні 1927 року) отримала важке ушкодження в аварії безпосередньо перед Національними повітряними перегонами в Клівленді, штат Огайо, у 1929 році. Перед нещасним випадком Гіт подала заяву на набуття американського громадянства, маючи намір залишитися в США, де вона добре заробляла на лекціях і як агент Cirrus Engines. Після нещасного випадку Гіт уже ніколи не була як раніше.
Після розлучення в Ріно, штат Невада, з Гітом у 1930 році вона повернулася до Ірландії зі своїм третім чоловіком Вільямсом, вершником і пілотом карибського походження. Вона зайнялася приватною авіацією, нетривалий час керувала власною компанією в Кілдонані, поблизу Дубліна у середині 1930-х років, та допомогла створити покоління пілотів, що сприяло появі національної авіакомпанії Aer Lingus.

## Сімейне життя

### Шлюби
Вперше Гіт побралася з майором Вільямом Еліотом Лінном, після чого вона стала відома як місис Еліот Лінн. Вона розлучилася з ним через його жорстокість. Після його смерті у Лондоні на початку 1927 року Гіт вийшла заміж за сера Джеймса Гіта 11 жовтня 1927 в Крайст-Черч у Мейфері, Лондон. У січні 1930 року вона подала на розлучення з Гітом у Ріно, штат Невада, США, у травні того ж року отримала свідоцтво про розлучення.
12 листопада 1931 року вона вийшла заміж за Г. А. Р. Вільямса в Лексінгтоні, штат Кентуккі, США.

### Смерть
9 травня 1939 року у віці 42 років вона померла в лікарні Святого Леонарда, Шордіч, Лондон, після падіння у двоповерховому трамваї. За словами кондуктора: вона сиділа на верхній палубі та виглядала «дуже млявою», інший пасажир прокоментував кондуктору, що «я думаю, жінка спить», потім вона впала зі сходів і вдарилася головою об блок керування водія. У попередні роки, коли алкоголізм став серйозною проблемою, вона разом із чоловіком виїхала з Ірландії до Англії. Вона неодноразово поставала перед судом за звинуваченнями, пов'язаними з пияцтвом.
Патологоанатом сказав, що не знайшов ознак алкоголю, але виявив старий тромб, який міг спричинити падіння; присяжні винесли вердикт про смерть через нещасний випадок. 15 травня 1939 року, згідно з газетними повідомленнями, її прах розвіяли над графством Суррей з літака під керуванням її чоловіка, який летів з аеропорту Кройдон, хоча легенда свідчить, що її прах повернули до Ірландії, де його розвіяли над рідним Ньюкасл-Вест.

## У масовій культурі
У 2013 році льотчиця Трейсі Кертіс-Тейлор повторила політ леді Гіт у 1928 році з Південної Африки до Англії на біплані. Про цей політ BBC зняв документальний фільм, який містив деталі та фотографії оригінального польоту.